# Субъект управления
Субъект управления — понятие в теории управления, субъект (лицо, группа людей или организация), принимающий решения и управляющий объектами, процессами или отношениями путём воздействия на управляемую систему для достижения поставленных целей.
Субъект управления через прямой канал передаёт управляющее воздействие на объект управления, который через обратный канал передаёт реакцию или своё текущее состояние.
Управляющим звеном называют как должностное лицо (начальник, директор, менеджер) так и органы управления (министерство, департамент). То есть по сути это есть либо верхнее, либо промежуточное звено в структуре управления.